# Atherina lopeziana
Atherina lopeziana — вид риб з родини Atherinidae. Морська пелагічно-нерітична риба, сягає 8,0 см довжини. Зустрічається в східній Атлантиці, а саме в Гвінейській затоці в районі Бухти Біафра та біля прибережних архіпелагів. Також відзначена біля Кабо-Верде.